# Panurgus canarius
Panurgus canarius là một loài Hymenoptera trong họ Andrenidae. Loài này được Warncke mô tả khoa học năm 1972.